# Destiny's Bride
Destiny's Bride (Partition) è un film epico del 2007 diretto da Vic Sarin, con Kristin Kreuk.

## Trama
Il film è ambientato in India durante gli ultimi giorni dell'Impero britannico. La Kreuk copre il ruolo di Naseem, una ragazza di 17 anni che rimane traumatizzata dai drammatici eventi che hanno determinato la separazione dalla sua famiglia quando l'India è stata divisa in due.

## Uscite internazionali
- Canada: 2 febbraio 2007
- Germania: 9 febbraio 2007
- USA: 9 agosto 2007